# Старуха (фильм, 2014)
«Старуха» (каз. «Кемпір») — казахстанская комедия 2014 года режиссёра Ермека Турсунова.

## Сюжет
Невероятная история, произошедшая в далёком казахском ауле, где живет старик Каиргали и его старушка Кульпаш. Эта парочка знакома с самой школы и вместе прожили уже почти всю жизнь. И вдруг обособленный мирок аула, в котором живут герои фильма и их друзья, нарушается невероятной новостью: аульная апашка оказывается беременной…

Режиссёру хватило такта и ремесла нивелировать скабрезность завязки, поскольку она ему нужна была лишь в качестве формального повода.

Далее Турсунов разворачивает полотно нравов и педалирует тему преемственности поколений.— кинокритик Тулеген Байтукенов

## В ролях
В главных ролях:
- Газиза Абдинабиева — Кульпаш
- Кадырбек Демесин — Каиргали

В эпизодах:
- Асанали Ашимов
- Мурат Нурасилов
- Димаш Ахимов
- Меруерт Утекешева
- Гульжамал Казакбаева
- Болат Калымбетов

## Съёмки
Съёмки велись в основном в селе Первомайское Алматинской области, а также в городе Алма-Ата.
По сюжету фильма героиня лихо водит зелёный «Москвич», использование дублёров было невозможно, и актриса Газиза Абдинабиева, никогда не сидевшая за рулём, научилась водить машину.

## О фильме
По словам режиссера он хотел снять добрую комедию «народный фильм — как „Любовь и голуби“, только по-казахски», и по мнению зрителей и критиков ему удалось вернуть добрый смех в кино — и этим картина напоминает советские фильмы; в картине много отсылок к старым фильмам или даже прямого цитирования, таких как песня из фильма «Наш милый доктор» или анохронизм — справочный киоск, который стоит на том же месте у гостиницы «Алма-Ата», как и в фильме «Ангел в тюбетейке». И по замечанию критики, и по определению самого режиссёра, фильм является завершением его трилогии «Невестка» (2008) — «Старик» (2012) — «Старуха» (2014). По словам режиссёра: «это картина, которой я доволен. Из всех снятых или написанных мной».

## Критика
Известный казахский кинокритик Тулеген Байтукенов высоко оценил фильм, по его словам режиссёру удалось создать народную комедию: «Комедия. Комедище! Даже, можно сказать, Комедющище», но отметил, что ряд особенностей фильма сужают аудиторию до взрослых казахов, и фильм вряд ли будет интересным кому-то за пределами страны, поскольку его смысл не выходит за пределы ментального ареала казахстанцев, но «казахская публика в возрасте 40+ в восторге — Ермек говорит с ними на их языке и в буквальном, и в переносном смысле», и кинематографическую неровность где отличные съёмки, в том числе панорамные, «перемежаются безыскусными „сериальными“ съемками бесед».
При общей положительной оценке фильм, критика резко негативно отнеслась к участию казахских бизнесменов в эпизодичных ролях, что хотя и объяснимо их спонсорством, но не может быть оправдано в фильме, а не коропоративном ролике и «вряд ли кто сможет выступить адвокатом этого замечательного явления», а также продвижени их товаров: «это жгучий стыд вызывает за режиссера, за словно топором рубленного product placement: медцентра и Еркина Калиева, лапши из бич-пакета и Жомарта Ертаева, магазина чудо-сковородок и Нурлана Смагулова».